# Marc-Antoine Muret
Marc-Antoine Muret (Muret, 12 aprile 1526 – Roma, 4 giugno 1585) è stato un filologo classico e umanista francese naturalizzato italiano.

## Biografia

### Formazione

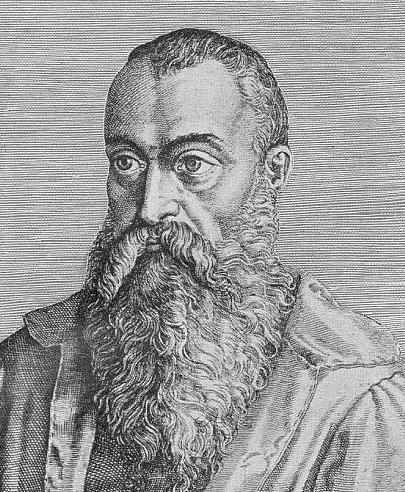
Giulio Cesare Scaligero

Secondo alcuni biografi la sua famiglia era di origine nobile, ma in realtà di ciò non vi sono prove al di fuori del fatto che il suo cognome coincide con la denominazione del suo luogo di nascita. Dotato di non comune ingegno, fu sostanzialmente autodidatta finché non venne in contatto con il celebre umanista Giulio Cesare Scaligero, che gli fu guida spirituale e culturale al punto che Muret lo definì proprio padre. Proprio su pressione di Scaligero, ad appena 18 anni Muret fu invitato a commentare Cicerone e Terenzio presso il collegio arcivescovile di Auch. Si spostò quindi a Villeneuve d'Agen, dove si prese carico dell'istruzione del figlio di un ricco mercante, per essere poi incaricato dell'insegnamento del latino nel collegio cittadino. Successivamente, già prima del 1547, fu a Bordeaux, dove fu precettore, tra gli altri, di Montaigne.

### In Francia

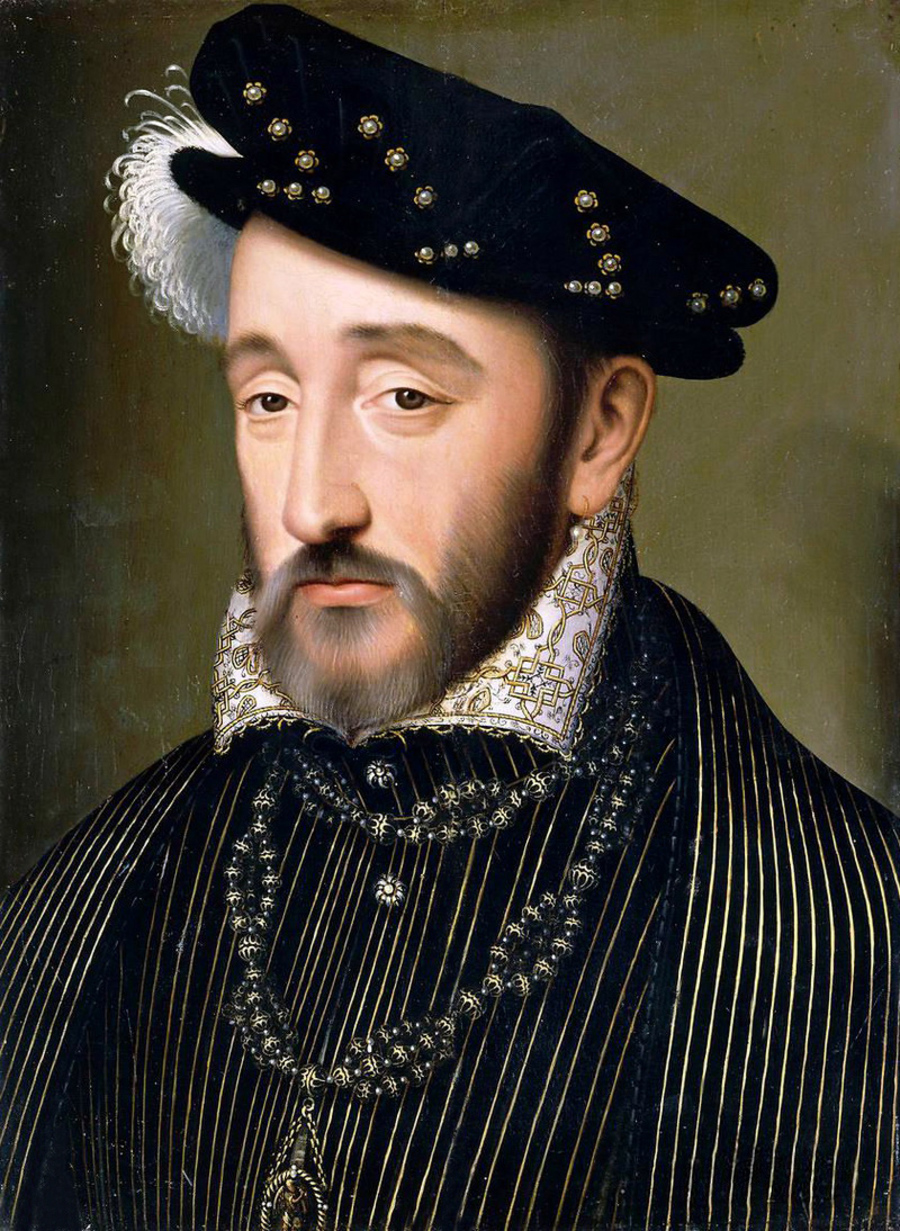
Il re di Francia Enrico II

Trasferitosi a Parigi, intorno al 1552 pronunciò una serie di lezioni sulla filosofia e sul diritto civile, che attirarono un enorme pubblico, e tra gli altri fu ascoltato dal re Enrico II di Francia. Ebbe numerosi allievi, fra gli intellettuali che avrebbero maggiormente illustrato le lettere francesi: Rémy Belleau, Jean de la Taille, Étienne Jodelle, Jean Vauquelin de La Fresnaye, Jean Antoine de Baïf, Joachim du Bellay e, soprattutto, Pierre de Ronsard. Fu inoltre legato da amicizia con il filologo Jean Dorat (Auratus).
Proprio quando era al culmine del successo, fu accusato di sodomia e di eresia e rinchiuso nelle prigioni di Châtelet. Alcune fonti dichiarano che l'accusa gli fu rivolta da avversari invidiosi delle sue fortune. Muret cominciò a lasciarsi morir di fame, finché fu tratto in salvo e liberato per intervento dei suoi amici. Riacquistata la libertà, scelse di abbandonare Parigi e si ritirò a Tolosa, ove riprese la sua attività di insegnamento, principalmente di diritto. Il soggiorno durò poco, poiché la stessa accusa intentatagli a Parigi gli fu nuovamente mossa nel 1554: Muret fuggì, per evitare di dover affrontare un nuovo processo. Con lui fuggì anche il suo amante, uno studente di Digione, Luc-Menge Frémiot: ambedue furono condannati in contumacia come eretici e sodomiti e furono arsi in effigie sulla pubblica piazza. Le cronache raccontano che fu un amico a metterlo sull'avviso dell'imminente arresto, inviandogli un biglietto sul quale si leggeva solo un verso di Virgilio (Eneide, III, 44): «ahi, fuggi la terra crudele, fuggi la riva amara!».

### In Italia

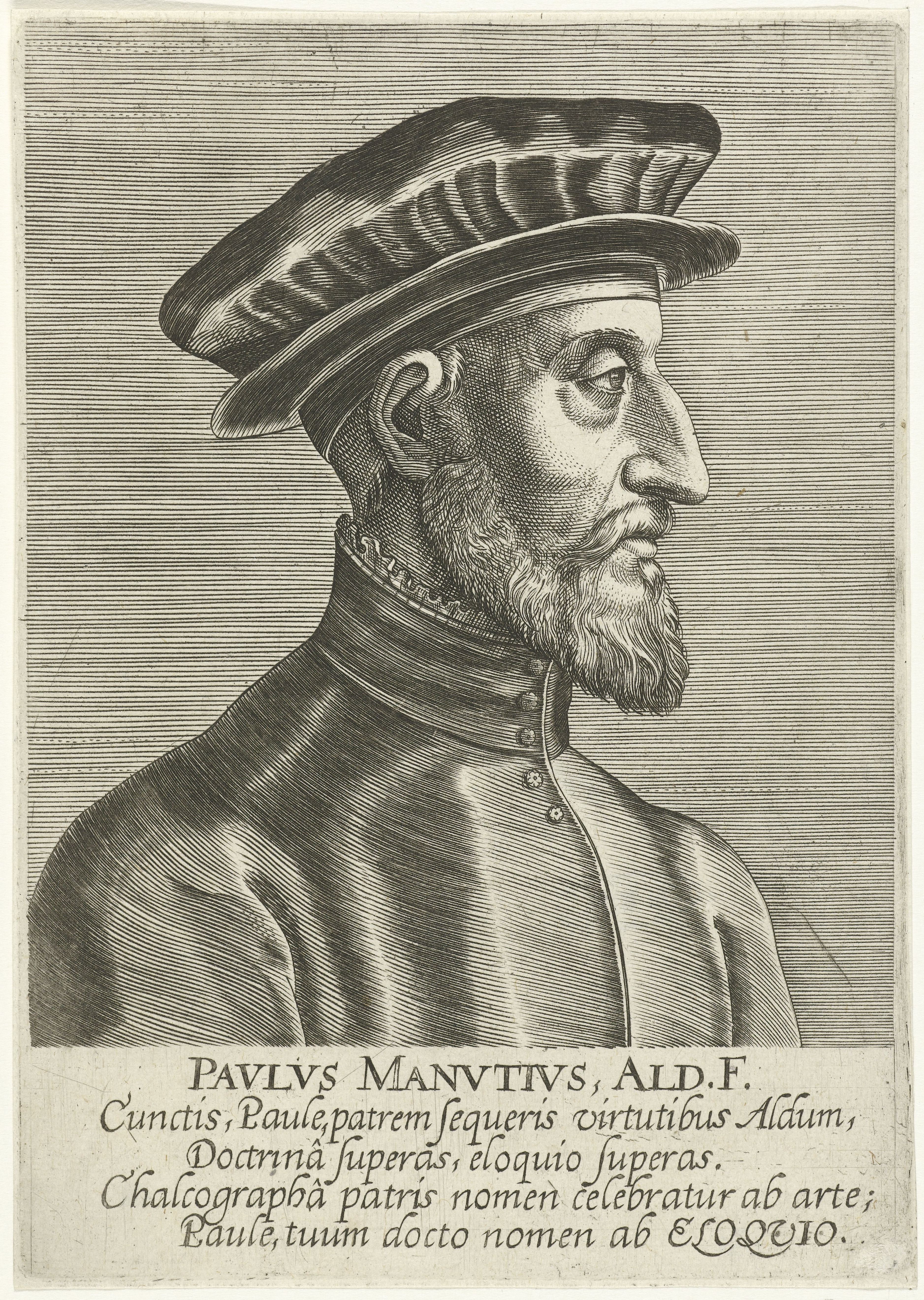
L'editore e umanista Paolo Manuzio

Riprese dunque i suoi viaggi che lo portarono ad approdare in Italia. Si stabilì dapprima a Venezia, dove entrò in contatto con Paolo Manuzio, il celebre tipografo di testi classici, con il quale collaborò per la pubblicazione di alcuni testi latini. Scaliger riferisce che anche a Venezia fu coinvolto negli stessi problemi: fu accusato di aver cercato di sodomizzare i figli di alcuni nobiluomini del luogo. Questa volta non fu aperto un processo contro di lui, verosimilmente per l'intervento di protettori influenti come Manuzio e Pietro Bembo. Dovette comunque cambiare aria e fra il gennaio e il febbraio 1558 passò a Padova, dove ancora non riuscì a trovare pace. A complicare la situazione si inserì anche una polemica con Lambin, che lo accusò di avergli rubato alcune note ad Orazio. Un altro screzio sorse con Joseph Scaliger, che Muret ingannò spacciandogli per autentici due frammenti comici latini di propria composizione.

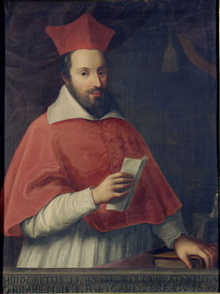
Il cardinale Ippolito II d'Este

Muret approfittò allora dell'offerta fattagli dal cardinale Ippolito II d'Este, al quale egli era stato segnalato dal cardinale di Tournon: Ippolito gli propose infatti di aggregarsi alla sua corte letteraria, a Ferrara. Fu poi lo stesso Ippolito d'Este a fargli ottenere una cattedra all'Università della Sapienza di Roma, dove insegnò filosofia morale, diritto e retorica. Rifugiandosi sotto l'ala della Chiesa, in tal modo Muret si poneva al riparo dalle ricorrenti accuse di sodomia, che infatti finalmente tacquero. Ad ogni modo, l'omosessualità di Muret, che le biografie del XIX secolo, soprattutto di parte cattolica, si sforzavano di negare ricorrendo alla tesi del complotto ordito contro di lui, appare difficilmente negabile alla luce della documentazione esistente.
Nel 1561 Muret accompagnò Ippolito d'Este come legato a latere in Francia per la conferenza di Poissy fra cattolici e protestanti; qui egli poté consolidare un'antica amicizia con Adrien Turnèbe, cui dedicò poi gli scolii alle Filippiche di Cicerone. Dal 1563, tornato a Roma, avviò il suo insegnamento prendendo a base l'Etica di Aristotele. Nel 1572 ottenne dal pontefice la cittadinanza romana; in questi anni fu uno dei mentori di un giovane Gabriello Chiabrera che cominciò così ad avvicinarsi alla poesia greca mediata dalla Pléiade francese e alla poetica e alle opere di Pierre de Ronsard. Nel 1576, forse come un'ulteriore garanzia di salvezza rispetto agli scandali trascorsi, prese l'abito ecclesiastico. Nel 1576 il re di Polonia, Stefan Batory, gli offrì un incarico di insegnamento: il papa Gregorio XIII, pur di non lasciarselo sfuggire, raddoppiò il salario che già gli corrispondeva.
Così Muret rimase a Roma fino alla fine dei suoi giorni, abbandonandosi negli ultimi anni al fervore del sentimento religioso. Morì nella città pontificia nel 1585, ricco e stimato: lasciò all'amico gesuita Francesco Benci i suoi libri e i suoi manoscritti. È sepolto nella Chiesa della Trinità dei Monti.

## Nella cultura di massa
- Marc-Antoine Muret compare come personaggio nel romanzo "Colloqui di Poissy" di Agostino di Bondeno, pubblicato a Roma nel 2018.

## Opere
- Les amours de P. de Ronsard, nouvellement augmentees par lui, et commentees par Marc Antoine de Muret, Paris, 1553
- M. Antonii Mureti Orationes tres de studiis literarum, Venetiis, 1555
- Horatius, M. Antonii Mureti in eundem annotationes, Venetiis, 1555
- M.T. Ciceronis Epistolae ad familiares, Venetiis, 1556
- Sex. Propertius, M. Antonii Mureti in eum scholia, ad Franciscum Gonzagam, Lugduni, 1559
- Tibullus, M. Antonii Mureti in eum scholia, ad Torquatum Bembum, Lugduni, 1559
- Catullus, et in eum commentarius M. Antonij Mureti, Lugduni, 1559
- M. Antonii Mureti Variarum lectionum libri VIII, ad Hippolytum Estensem cardinalem, Venetiis, 1559
- M. Antonii Mureti Argumentorum, et scholiorum in Terentium liber, ad Iacobum Surianum patricium Venetum, Venetiis, 1559
- Aristotelis Stagiritae De moribus ad Nicomachum libri decem, Basileae, 1566
- M. Antonii Mureti In funere Hippolyti Cardinalis Estensis, 1572[1]
- M. Antonij Mureti Oratio habita Romae in funere Karoli IX Gallorum regis, Florentiae, 1574
- M. Antonii Mureti orationum Ciceronis in Catilinam explicatio, ad Leonardum Mocenicum, patricium Venetum, Parisiis, 1581
- M. Antonii Mureti Commentarius in quattuor titulos e libro primo Digestorum iuris ciuilis, Ferrariae, 1581
- Aristotelis Rhetoricorum libri duo, M. Antonio Mureto interprete, Romae, 1585